# Міжнародна конвенція із запобігання забрудненню з суден
Міжнародна конвенція про запобігання забрудненню з суден 1973 року зі змінами, внесеними Протоколом 1978 року, або «МАРПОЛ 73/78» (скорочення від «забруднення моря») — одна з найважливіших міжнародних морських екологічних конвенцій. Вона була розроблена Міжнародною морською організацією з метою мінімізації забруднення океанів і морів, включаючи скидання, забруднення нафтою та повітря.
Оригінальна МАРПОЛ була підписана 17 лютого 1973 року, але не набула чинності в день підписання. Чинна конвенція є поєднанням Конвенції 1973 року та Протоколу 1978 року, який набув чинності 2 жовтня 1983 року. Станом на січень 2018 року сторонами конвенції є 156 держав, які є державами прапора 99,42 % світового тоннажу суден.
Усі судна під прапором країн, які підписали MARPOL, підпадають під її вимоги, незалежно від того, де вони плавають, і країни-члени несуть відповідальність за судна, зареєстровані в їхньому національному судновому реєстрі.

## Положення
MARPOL поділено на Додатки відповідно до різних категорій забруднюючих речовин, кожен з яких стосується регулювання певної групи викидів суден.
| Додаток | Назва                                                                                      | Набрання чинності   | Кількість Договірних сторін/державα | % від світового тоннажу β |
| --- | ------------------------------------------------------------------------------------------ | ------------------- | ----------------------------------- | ------------------------- |
| Додаток І | Запобігання забрудненню нафтою та нафтовою водою                                           | 2 жовтня 1983 року  |                                     |                           |
| Додаток II | Контроль забруднення шкідливими рідкими речовинами наливом                                 | 6 квітня 1987 року  |                                     |                           |
| Додаток III | Запобігання забрудненню шкідливими речовинами, що перевозяться морем в упакованому вигляді | 1 липня 1992 року   | 138                                 | 97,59                     |
| Додаток IV | Забруднення стічними водами з кораблів                                                     | 27 вересня 2003 р   |                                     |                           |
| Додаток V | Забруднення сміттям із кораблів                                                            | 31 грудня 1988 року |                                     |                           |
| Додаток VI | Запобігання забрудненню повітря з суден                                                    | 19 травня 2005      | 72                                  | 94,70                     |
| Примітки \| Станом на 31 липня 2013 року: На основі статистики світового флоту станом на 31 грудня 2012 року \| |                                                                                            |                     |                                     |                           |
| Станом на 31 липня 2013 року: На основі статистики світового флоту станом на 31 грудня 2012 року                |                                                                                            |                     |                                     |                           |

### Додаток І
Додаток I MARPOL набув чинності 2 жовтня 1983 року і стосується викиду нафти в океанське середовище. Він містить критерії викиду нафти, передбачені в поправках 1969 року до Міжнародної конвенції про запобігання забрудненню моря нафтою (OILPOL) 1954 року. Він визначає конструктивні особливості танкера, призначені для мінімізації викиду нафти в океан під час експлуатації судна та в разі аварій. Він містить правила щодо обробки трюмної води машинного відділення (OWS) для всіх великих комерційних суден, а також відходів очищення баласту та танків (ODME). Він також вводить поняття «особливих морських районів (PPSE)», які вважаються ризикованими щодо забруднення нафтою. Викид нафти в них був повністю заборонений, за кількома мінімальними винятками.
Перша половина Додатку I MARPOL стосується відходів машинного відділення. Існують різні покоління технологій та обладнання, які були розроблені для запобігання утворенню відходів, наприклад сепаратори масляної води (OWS), вимірювачі вмісту нафти (OCM) і портові приймальні споруди.
Друга частина Додатку I MARPOL більше стосується очищення вантажних зон і танків. Обладнання для моніторингу викидів нафти (ODME) є дуже важливою технологією, згаданою в Додатку I MARPOL, яка значною мірою допомогла покращити санітарію в цих районах.
Книга записів нафтопродуктів є ще однією невід'ємною частиною Додатку I MARPOL, яка, серед іншого, допомагає членам екіпажу реєструвати та відстежувати викиди нафтопродуктів.

### Додаток II
Додаток II MARPOL набув чинності 6 квітня 1987 року. Він поділяє речовини на 4 категорії забруднювачів - (X, Y, Z, інші речовини)  в залежності від ступеня їх небезпеки для морських ресурсів і здоров'я людини та детально описує критерії скидання цих речовин для усунення забруднення моря шкідливими рідкими речовинами, що перевозяться у великих кількостях. Правила скидання забруднюючих речовин встановлюють обмеження для кожної категорії речовин (наприклад, для категорії Х скидання дозволяється лише в приймальні берегові споруди до рівня певної концентрації). Скидання залишків речовин інших, ніж категорії Х,  дозволяється за межами «особливого району».  при відстані до найближчої землі не менше 12 миль, при глибинах на карті не менше 25м і швидкості судна не менше 7 вузлів. При знаходженні судна в «особливому районі». скидання речовин будь-якої категорії заборонено. Додаток II охоплює Міжнародний хімічний кодекс (Кодекс IBC) у поєднанні з Главою 7 Конвенції SOLAS . Раніше танкери-хімовози, побудовані до 1 липня 1986 року повинні відповідати вимогам Кодексу побудови та обладнання суден, що перевозять небезпечні хімічні речовини наливом (Кодекс BCH).

### Додаток III
Додаток III MARPOL набув чинності 1 липня 1992 року. Він містить загальні вимоги до стандартів щодо пакування, маркування, документації, укладання, віднімання кількості, поділу та повідомлень щодо запобігання забрудненню шкідливими речовинами. Додаток відповідає процедурам, описаним у Міжнародному кодексі морських небезпечних вантажів (IMDG), який було розширено, щоб включити забруднювачі морського середовища. Зміни набрали чинності 1 січня 1991 року.

### Додаток IV
Додаток IV Марполу набув чинності 27 вересня 2003 року. Він вводить вимоги щодо контролю забруднення моря стічними водами з суден.

### Додаток V

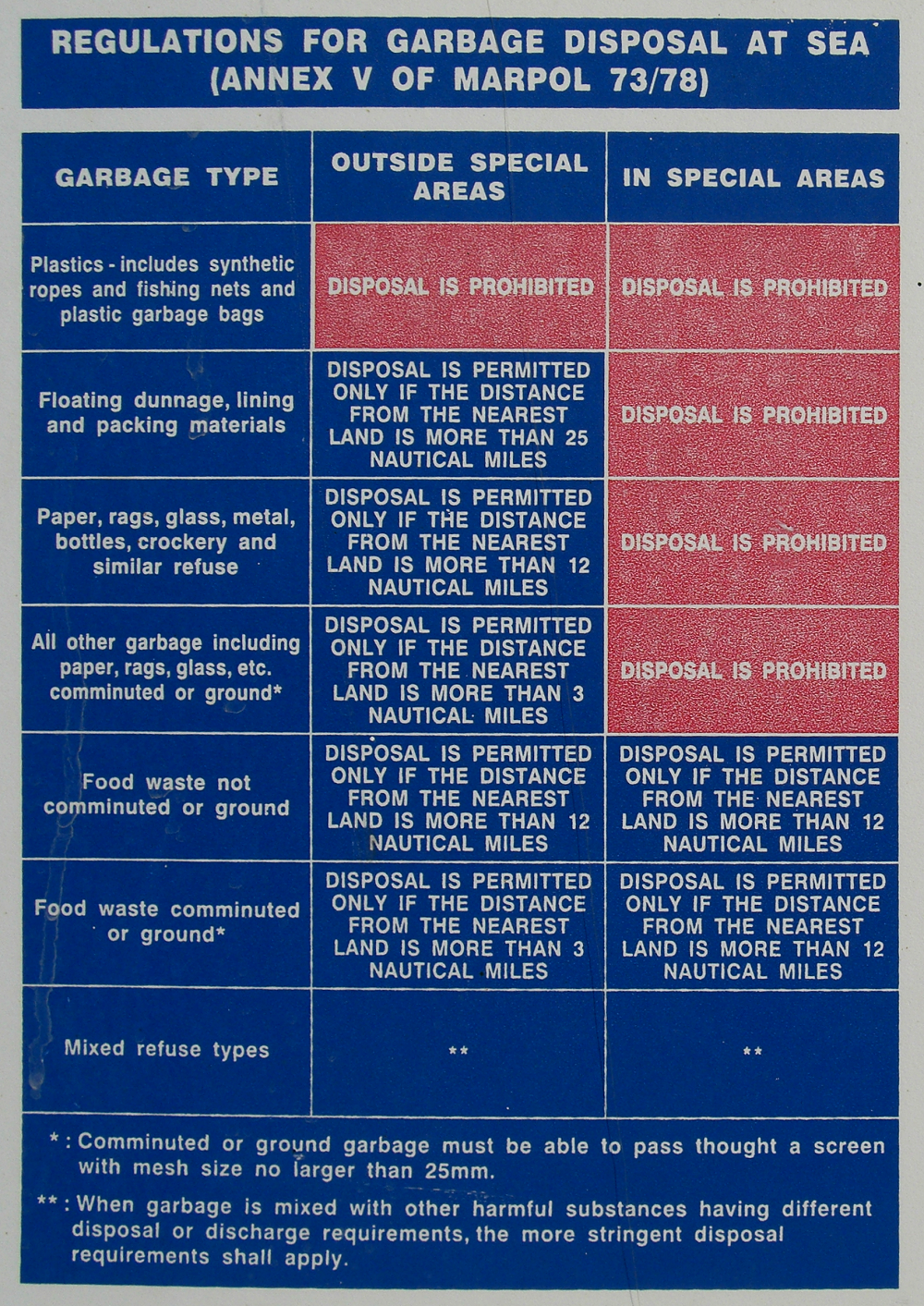
Інструкції MARPOL 73-78

Додаток V MARPOL (Правила щодо запобігання забрудненню сміттям із суден) набув чинності 31 грудня 1988 року. Він визначає відстань від землі, на якій можна утилізувати матеріали, і розподіляє різні типи сміття та морських уламків. Вимоги набагато суворіші в ряді «особливих зон», але, мабуть, найпомітнішою частиною Додатку є повна заборона скидання пластику в океан.

### Додаток VI
Додаток VI MARPOL набув чинності 19 травня 2005 року. Він запроваджує вимоги щодо регулювання забруднення повітря, що викидається суднами, включаючи викид речовин, що руйнують озоновий шар, оксидів азоту (NOx), оксидів сірки (SOx), летких органічних сполук (VOC) і спалювання на судні. Він також встановлює вимоги до систем очищення вихлопних газів двигунів,  сміттєспалювальних установок суден, морських платформ і бурових установок, а також щодо якості мазуту. Встановлюються зони контролю викидів сірки (SECA).

#### ІМО 2020
З 1 січня 2020 року застосовуються нові стандарти викидів для мазуту, що використовується судами, згідно з положенням, відомим як IMO 2020 . Глобальна межа вмісту сірки (за межами SECA) знизилася з дозволених 3,5 % сірки в судновому паливі до 0,5 %. Це значно покращить якість повітря в багатьох населених прибережних і портових районах, що дозволить запобігти понад 100 000 передчасних смертей щороку та набагато більше випадків астми в цих регіонах і містах. Понад 170 країн підписали зміни, включаючи Сполучені Штати. Очікується, що це призведе до масштабних змін у судноплавній та нафтовій промисловості, оскільки знадобляться серйозні оновлення кораблів і збільшення виробництва палива з низьким вмістом сірки.
Бункерне паливо, що використовується в зоні контролю викидів (тобто Північне море) повинен мати рівень вмісту сірки менше 0,1 % (1000 частин на мільйон).
IMO працювала над забезпеченням послідовного впровадження обмеження вмісту сірки в 0,5 % у своєму Комітеті з охорони морського середовища (MEPC) і підкомітеті із запобігання забрудненню та реагування на нього (PPR). Це призвело до розробки кількох регулятивних і практичних заходів (FONAR, заборона на перевезення, план впровадження суден тощо), щоб дозволити виявити будь-яку невідповідність, наприклад, під час контролю державою порту (PSC).

## Поправки
Поправки до Додатку VI MARPOL згідно з MEPC 176(58) набули чинності 1 липня 2010 року.
Поправки до Регламенту 12 стосуються контролю та ведення обліку озоноруйнівних речовин.
Змінене Правило 14 стосується процедур обов'язкової заміни мазуту для суден, які входять у зони SECA або виходять із них, а також лімітів вмісту сірки у FO.
До Додатку V MARPOL неодноразово вносилися зміни, змінюючи різні аспекти оригінального тексту.
MEPC.219(63) набув чинності 2 березня 2012 року, як правило, забороняє скидання будь-якого сміття в океан, за винятком харчових відходів, залишків вантажу, промивної води та трупів тварин. Існують додаткові положення, що описують, коли і як утилізувати прийнятні відходи.
MEPC.220(63) набув чинності 2 березня 2012 року для заохочення створення плану управління відходами на борту суден.

## Впровадження та виконання
Для того, щоб стандарти ІМО були обов'язковими, їх спочатку має ратифікувати загальна кількість країн-членів, сукупний валовий тоннаж яких становить щонайменше 50 % світового валового тоннажу, процес, який може бути тривалим. Таким чином, була запроваджена система мовчазного прийняття, згідно з якою, якщо після закінчення певного періоду від держави-члена не надходить жодних заперечень, вважається, що вона погодилася з договором.
Усі шість Додатків ратифіковано необхідною кількістю країн; останнім є Додаток VI, який набрав чинності в травні 2005 року. Країна, де зареєстроване судно (держава прапора), відповідає за сертифікацію відповідності судна стандартам запобігання забрудненню MARPOL. Кожна країна, що підписала Конвенцію, несе відповідальність за прийняття внутрішнього законодавства для реалізації Конвенції та фактично зобов'язується дотримуватися Конвенції, додатків і відповідних законів інших країн. У Сполучених Штатах, наприклад, відповідним законодавчим актом є Закон про запобігання забрудненню з суден.
Одна з труднощів у впровадженні MARPOL виникає через сам міжнародний характер морського судноплавства. Країна, яку відвідує судно, може провести власну експертизу для перевірки відповідності судна міжнародним стандартам і може затримати судно, якщо воно виявить значну невідповідність. Якщо інциденти відбуваються за межами юрисдикції такої країни або юрисдикцію неможливо визначити, країна передає справи державам прапора відповідно до MARPOL. У звіті GAO США за 2000 рік було задокументовано, що навіть у разі направлення звернень, рівень відповіді від держав прапора був низьким.
1 січня 2015 року рівні морського судноплавства стали юридично підпорядкованими новим директивам MARPOL, оскільки зона контролю за викидами сірки (SECA) збільшилася в розмірах. Ця більша зона SECA включатиме Північне море, Скандинавію та частину Ла-Маншу. У 2020 році ця зона включатиме всі міжнародні води Республіки Ірландія, що завершиться підпорядкуванням усієї Західної Європи Директиві MARPOL. Це виявилося суперечливим для судноплавних і поромних операторів по всій Європі.
Деякі з великих поромних операторів, які перевозять значні обсяги вантажів і пасажирів цими маршрутами, на які поширюються стандарти IMO, висловлюють занепокоєння щодо шкоди для навколишнього середовища, яка повертається на дороги. Вони стверджують, що MARPOL збільшить витрати на перевезення поромів для споживачів і транспортно-експедиційних компаній, відштовхнувши їх назад на європейські дороги, як фінансово більш ефективний захід у порівнянні зі збільшенням витрат на пороми, тим самим порушуючи мету зменшення забруднення води.

## Забезпечення виконання Додатку VI MARPOL
Також висловлювалося занепокоєння щодо того, чи можуть положення про викиди в Додатку VI до MARPOL, такі як глобальний ліміт сірки 0,5 %, застосовуватися в міжнародних водах державами, які не є прапором, оскільки деякі судна плавають під зручним прапором . Вважається, що Конвенція Організації Об'єднаних Націй з морського права (UNCLOS) дозволяє державам порту встановлювати юрисдикцію над такими порушеннями норм викидів (також майбутніх норм парникових газів), коли вони відбуваються у відкритому морі. Прибережні держави можуть вимагати юрисдикції щодо порушень, що відбуваються в їхніх водах, за певними винятками, що стосуються мирного проходу та права транзитного проходу. Спеціальні зобов'язання для держав прапора та розширена юрисдикція для прибережних і портових держав щодо забезпечення дотримання MARPOL (включаючи Додаток VI) містяться в спеціальних положеннях частини XII UNCLOS.